# 4321 Zero
För andra betydelser, se Zero.
4321 Zero eller 1981 EH26 är en asteroid i huvudbältet som upptäcktes den 2 mars 1981 av den amerikanska astronomen Schelte J. Bus vid Siding Spring-observatoriet. Den är uppkallad efter den amerikanske komikern Zero Mostel.
Asteroiden har en diameter på ungefär 11 kilometer.